# صلک
صلک یک روستا در ایران است که در شهرستان خوسف واقع شده‌است. صلک ۴۱ نفر جمعیت دارد.